# Langbajnit

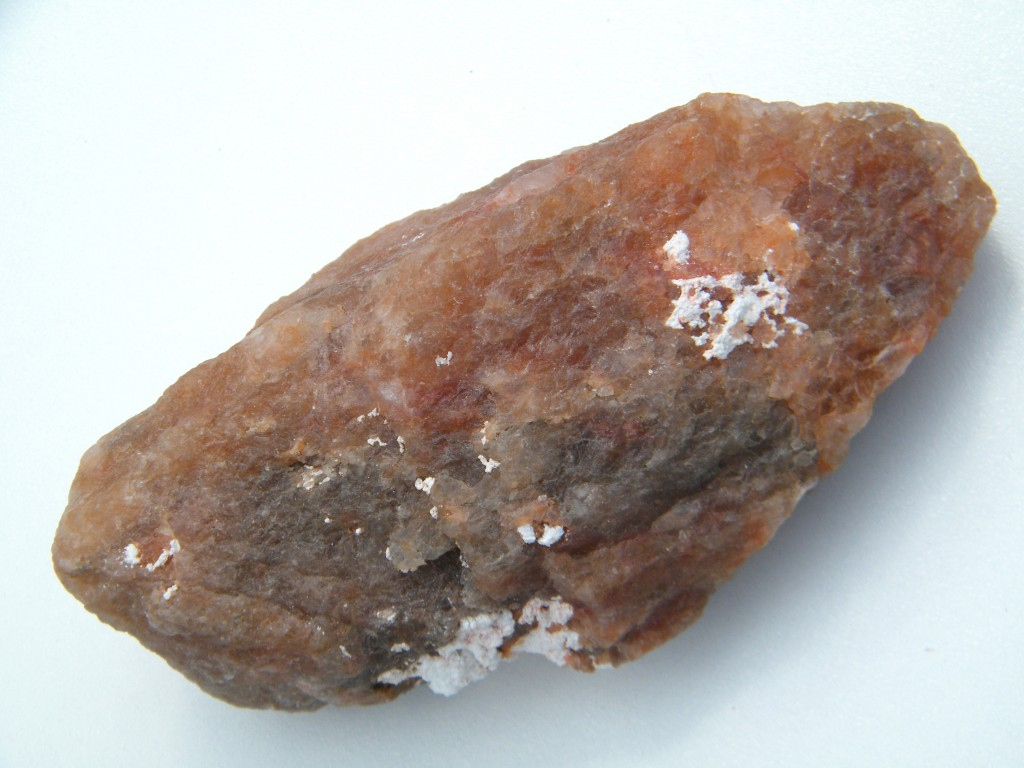
Langbajnit z USA

Langbajnit, langbeinit — rzadki minerał złóż soli potasowo-magnezowych o wzorze K
2SO
4·2MgSO
4 używany do wyrobu nawozów potasowych. Tworzy bezbarwne regularne, kruche kryształy, lub ziarniste skupienia razem z sylwinem i solą kamienną.
Występuje w złożach solnych pochodzenia morskiego.
Został opisany po raz pierwszy w 1891 r. Nazwany na cześć Adalberta Langbeina (1834–1894), dyrektora technicznego Concordia Chemische Fabrik w Leopoldshall, zajmującej się przerobem soli potasowych.